# 1075 Helina
1075 Helina là một tiểu hành tinh bay quanh Mặt Trời. Ban đầu nó có tên là 1926 SC.